# Leucania chejela
Leucania chejela är en fjärilsart som beskrevs av William Schaus 1921. Leucania chejela ingår i släktet Leucania och familjen nattflyn. Inga underarter finns listade i Catalogue of Life.